# أخلاق السكان
أخلاقيات السكان هي الدراسة الفلسفية للمشكلات الأخلاقية التي تنشأ عندما تؤثر أفعالنا على من يولد وعدد الأشخاص الذين يولدون في المستقبل. هناك مجال مهم ضمن أخلاقيات السكان هو علم السكان، وهو 'دراسة الظروف التي تكون فيها حالة واحدة أفضل من غيرها ، عندما تختلف الحالات المعنية على أعداد وهويات الأشخاص الذين يعيشون على الإطلاق.
لفت الفيلسوف الأخلاقي ديريك بارفيت الأخلاق السكانية إلى انتباه المجتمع الأكاديمي باعتباره فرعًا حديثًا للفلسفة الأخلاقية في كتابه 'أسباب وأشخاص' في عام 1984. وبالتالي، فإن مناقشات أخلاقيات السكان هي تطور حديث نسبيًا في تاريخ الفلسفة. تعتبر صياغة نظرية مرضية لأخلاقيات السكان 'صعبة للغاية'. في حين اقترح العلماء وناقشوا العديد من النظريات الأخلاقية المختلفة للسكان ، لم يبرز أي إجماع في المجتمع الأكاديمي. 
يعلق غوستاف أرينيوس، أستاذ الفلسفة ومدير معهد دراسات المستقبل، على التاريخ والتحديات ضمن الأخلاقيات السكانية 
على مدار الثلاثين عامًا الماضية أو نحو ذلك ، كان هناك بحث جارٍ عن نظرية يمكنها استيعاب حدسنا فيما يتعلق بالواجبات الأخلاقية تجاه الأجيال القادمة. لقد ثبت أن هدف هذا البحث بعيد المنال بشكل مدهش. ... كانت المشكلة الرئيسية هي العثور على نظرية سكانية مناسبة ، أي نظرية حول القيمة الأخلاقية لحالات الأمور حيث قد يختلف عدد الأشخاص ونوعية حياتهم وهوياتهم. بما أنه يمكن القول إن أي نظرية أخلاقية معقولة يجب أن تأخذ هذه الجوانب من الحالات المحتملة في الاعتبار عند تحديد الوضع المعياري للأفعال ، فإن دراسة نظرية السكان ذات أهمية عامة للنظرية الأخلاقية 
تميل جميع النظريات الرئيسية في أخلاقيات السكان إلى إنتاج نتائج غير بديهية تشرح هيلاري جريفز ، أستاذ الفلسفة في أكسفورد ومدير معهد الأولويات العالمية ، أن هذا ليس مصادفة ، لا يمكن لأي إحصائي أن يلبي جميع الرغبات في القائمة في نفس الوقت'. وتخلص إلى أن اختيار نظرية في أخلاقيات السكان يعود إلى اختيار الحدس الأخلاقي الذي لا يرغب أحد في التخلي عنه 